# Otruševec
 Otruševec  falu Horvátországban Zágráb megyében. Közigazgatásilag Szamoborhoz tartozik.

## Fekvése
Zágrábtól 25 km-re nyugatra, községközpontjától 4 km-re északnyugatra a Zsumberk-Szamobori-hegység lejtőin, karsztvidéken fekszik.

## Története
1830-ban 8 házában 107 lakos élt, valamennyien görögkatolikusok. 
A falunak 1857-ben 133, 1910-ben 227 lakosa volt. Trianon előtt Zágráb vármegye Szamobori járásához tartozott. A falunak  2011-ben 300 lakosa volt.

## Lakosság
| Lakosság változása | Lakosság változása | Lakosság változása | Lakosság változása | Lakosság változása | Lakosság változása | Lakosság változása | Lakosság változása | Lakosság változása | Lakosság változása | Lakosság változása | Lakosság változása | Lakosság változása | Lakosság változása | Lakosság változása | Lakosság változása |
| ------------------ | ------------------ | ------------------ | ------------------ | ------------------ | ------------------ | ------------------ | ------------------ | ------------------ | ------------------ | ------------------ | ------------------ | ------------------ | ------------------ | ------------------ | ------------------ |
| 1857               | 1869               | 1880               | 1890               | 1900               | 1910               | 1921               | 1931               | 1948               | 1953               | 1961               | 1971               | 1981               | 1991               | 2001               | 2011               |
| 133                | 144                | 156                | 174                | 191                | 227                | 236                | 265                | 315                | 327                | 319                | 314                | 288                | 298                | 298                | 300                |

## Nevezetességei
- A Szent Kereszt tiszteletére szentelt kápolnája[4] a falutól délre fekvő temetőben áll. Legrégibb része a gótikus szentély, melyhez később építették hozzá a hajót, az előteret és a harangtornyot. A templomnak kerek hajója, téglalap alakú szentélye van, amelyhez a sekrestye északról csatlakozik. Markáns része a téglalap alakú nyugati előcsarnok, amely felett piramissapkás, zömök harangtorony emelkedik. a hajó síkmennyezetű, míg a szentély keresztbordás boltozattal rendelkezik. 18. és 19. századból származó régi berendezése részben máig megmaradt. Főoltára 1642-ben készült.

- A faluban cseppkőbarlang található, melyet felfedezőjéről Grgos-barlangnak neveznek. A 30 méter hosszú járatot 1973-ban fedezte fel egy helybeli lakos Josip Grgos. Számos értékes cseppkő képződmény díszíti, a barlangba bevezették a villanyvilágítást is. 2007-ben a barlangnak egy újabb, a régitől különálló részét fedezték fel három teremmel, mellyel a járatok hossza 130 méter lett. A barlang bejáratától tanösvény indul.

- Az otruševeci mészkőégető kemence[5] egyike a ritka, máig fennmaradt és még ritkábban bemutatott ilyen típusú kemencéknek Horvátországban. az építmény 1990-ben hagyományos kulturális tartalomként bekerült a tanösvénybe, és egyike a térség különböző kulturális és természeti látványosságainak. A kemence a lejtős terepbe süllyesztve készült, félgömb alakú, belül üreges, alapátmérője kb. 2,5 m, magassága 3 m. Belül falazott, kívül földdel borított. A kupola teteje kőből készült. A domb elején, az úttal párhuzamosan kőfal található, melynek közepén, alul fémajtós tűzhely található.